# Fédération des agriculteurs
La Fédération des agriculteurs (en allemand Bund der Landwirte) est une organisation allemande de défense des intérêts des agriculteurs.
Fondée le 18 février 1893 en réaction à la crise agricole des années 1890, la fédération est également le résultat des protestations contre la politique agraire du chancelier Leo von Caprivi. 